# مدارگرد ردیاب گاز اگزومارس
مدارگرد ردیاب گاز اگزومارس (انگلیسی: ExoMars Trace Gas Orbiter) یک پروژه مشترک در قالب پروژه اگزومارس بین سازمان فضایی اروپا و سازمان فضایی روسکاسموس روسیه است.
مدارگرد ردیابی گاز (TGO) با ابزار فناوری پیشرفتهٔ خود قرار است در روز ۱۹ اکتبر ۲۰۱۶ میلادی (۲۸ مهر ۱۳۹۵) و پس از طی مسافت ۴۹۶ میلیون کیلومتر به سیارهٔ مریخ برسد.
مأموریت اصلی این فضاپیما، تصویربرداری از سیارهٔ سرخ و بررسی جوّ آن است. این مدارگرد همچنین یک فرودگر مریخ موسوم به اسکیاپارلی (Schiaparelli) یا (EDM) را با خود حمل می‌کند.
هدف اصلی، بررسی دقیق‌تر حضور گاز متان (CH4) در مریخ است که در زمین تا حد زیادی توسط میکروب‌ها تولید می‌شود و نشانه‌هایی از حضور آن توسط ماموریت‌های قبلی مشاهده شده بود. این مأموریت قصد دارد روشن سازد که آیا این گاز را میکروب‌ها تولید کرده‌اند یا منشأ آن تحولات زمین‌شناختی مریخ است.
موشک روسی پروتون که حامل مدارگرد ردیاب گاز اگزومارس است از پایگاه فضایی بایکونور در قزاقستان پرتاب شد و برای قرار گرفتن در مسیر پرتابی درست به سوی مریخ به ۱۰ ساعت زمان نیاز داشت، موتور موشک باید چندین بار خاموش و روشن می‌شد تا در نهایت با سرعت ۳۳ هزار کیلومتر از زمین دور و رهسپار مریخ شود. کاوشگر TGO همراه با فرودگر آن اسکیاپارلی (EDM) سنگین‌ترین محمولهٔ فضایی و فضاپیمایی است که تا کنون به سوی مریخ فرستاده شده است.